# 알보라다
《알보라다》(스페인어: Alborada)은 2005년 방영된 멕시코의 텔레노벨라이다.